# Enrico Tazzoli
Pour les articles homonymes, voir Enrico Tazzoli.
Enrico Napoleone Tazzoli (né le 19 avril 1812 à Canneto sull'Oglio dans la province de Mantoue, décédé le 7 décembre 1852 à Belfiore) est un patriote et un prêtre italien, le plus connu des martyrs de Belfiore.

## Biographie
Né à Canneto sull'Oglio de Pietro Tazzoli, juge de paix, et de la noble dame Isabella Arrivabene, on l'inscrit en 1821 au lycée de Goito pour suivre des études de grammaire et où il manifeste son inclination pour la vie religieuse.
Il entre au séminaire de Vérone où il est ordonné prêtre, puis au séminaire de Mantoue en novembre 1829 pour étudier la théologie et, en 1835, il célèbre sa première messe. En 1844, il publie son Libro del popolo (livre du peuple) contre l'inégalité sociale.

Professeur de philosophie au séminaire épiscopal, il est arrêté une première fois le 12 novembre 1848 pour avoir prononcé dans l'église un sermon contre les tyrans, parlant des forces impériales pendant le sac de Mantoue en 1630, mais qui fait évidemment allusion aux empereurs autrichiens du moment. Tazzoli, qui ne partage pas la vision religieuse de Mazzini, est convaincu que le mouvement de la Giovine Italia est la seule organisation à avoir suffisamment d'adhésions pour assurer une action concrète. Très impliqué dans l'assistance philanthropique et l'éducation populaire, il épouse les principes d'un christianisme « éclairé », avec l'esprit humanitaire et démocratique des luttes risorgimentales, il tente de définir son amour suprême pour sa patrie, sa « seconde religion ».

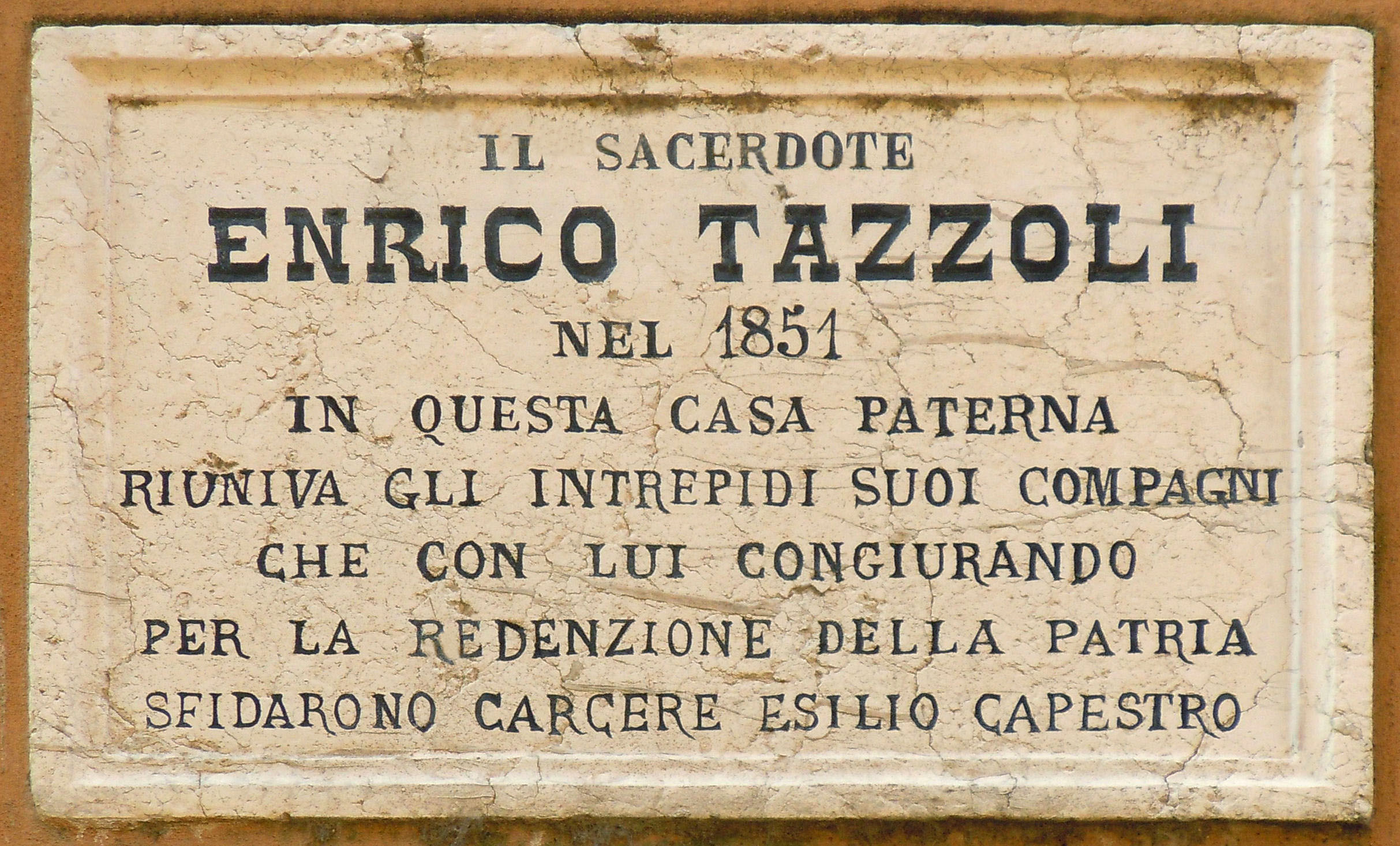
À Mantoue, plaque en souvenir de don Enrico Tazzoli

Le 2 novembre 1850, dans une demeure au numéro 10, aujourd'hui route Giovanni Chiassi à Mantoue, 18 mantouans participent à la réunion qui pose les bases d'un comité insurrectionnel anti-autrichien. En fait, Don Enrico Tazzoli est le véritable organisateur et coordinateur du mouvement. Il est d'accord avec Mazzini, exilé à Londres, pour lancer les prêts « interprovinciaux » mazziniens destinés à financer les actions révolutionnaires. Découvrant accidentellement certains dossiers, la police autrichienne utilise la torture pour découvrir le complot. Don Enrico Tazzoli est arrêté le 27 janvier 1852. De nombreux documents sont saisis, y compris un registre dans lequel il note les recettes et les dépenses, avec le nom des adhérents qui ont versé « leurs cotisations ». Le 24 juin, en prison, don Tazzoli apprend que les autrichiens ont déchiffré la clé de lecture de son carnet. Les adhérents de Mantoue, Vérone, Brescia et Venise sont arrêtés.

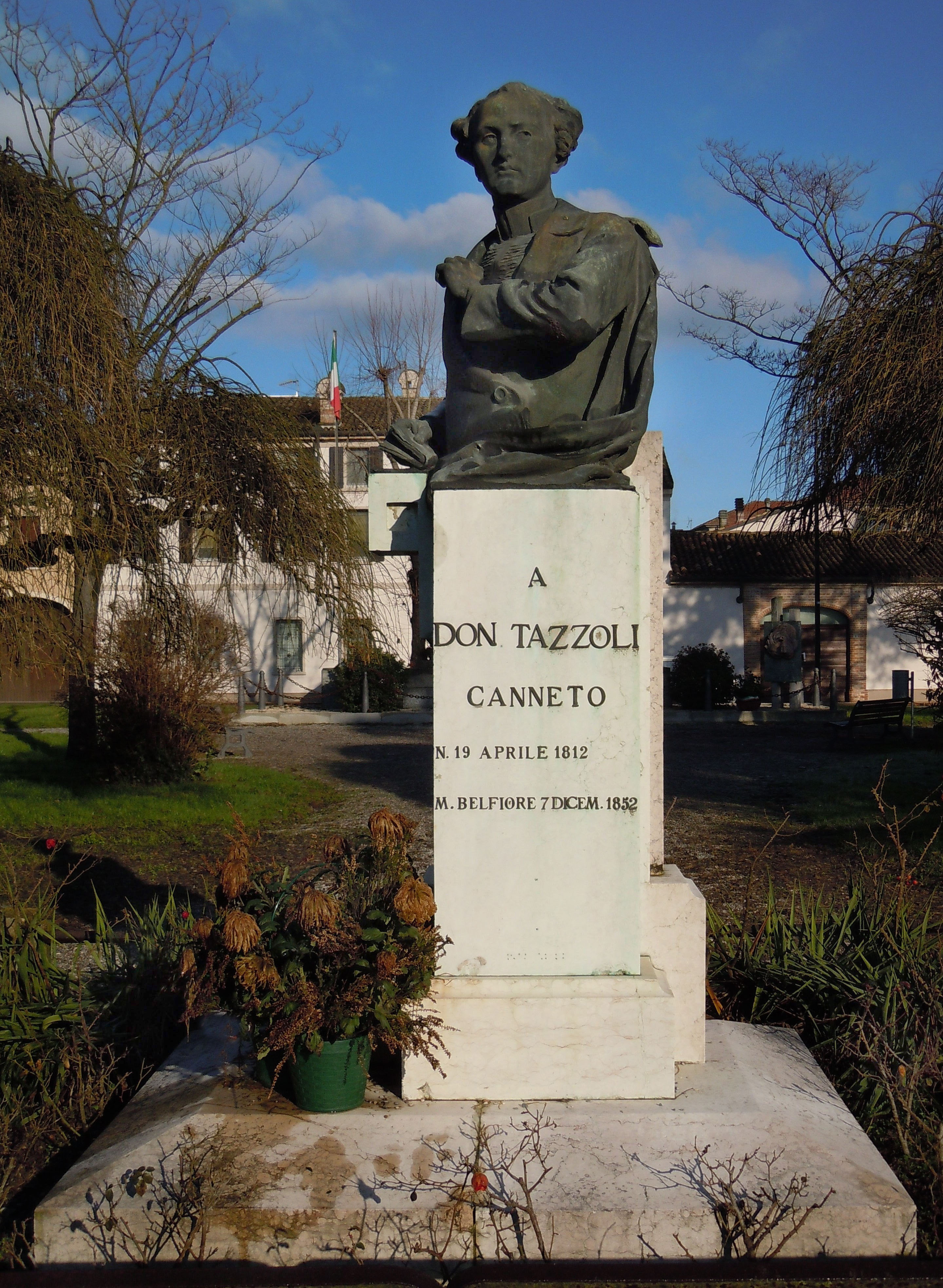
Statue à Canneto sull'Oglio

Les autorités autrichiennes obtiennent un ordre spécial de Pie IX, qui, désavouant l'évêque, déconsacre Enrico Tazzoli le 24 novembre. Mgr Giovanni Corti est alors forcé de procéder à la lecture de l’acte de condamnation, lui faire retirer ses vêtements consacrés et lui ôter avec un couteau la peau des doigts qui avait touché l'hostie de l'eucharistie. N'ayant plus de conflit avec le droit ecclésiastique, le 4 décembre, les autrichiens donnent, aux dix condamnés, lecture de la sentence du Conseil de guerre autrichien, qui, déjà, le 13 novembre, avait décrété leur condamnation à mort. L'émotion suscitée et la subséquente intervention des autorités religieuses lombardes conduisent le général Joseph Radetzky à commuer certaines peines de mort en années de prison, mais il confirme la peine capitale pour Enrico Tazzoli, Angelo Scarsellini, Carlo Poma, Bernardo De Canal et Giovanni Zambelli. Le 7 décembre 1852, les condamnés à mort sont pendus dans la localité de Belfiore, juste à l'extérieur des murs de la ville de Mantoue.

## Œuvres
- (it) Libro del popolo. Memoria. (Estr. da Rivasta Europeana), 12 p., Mantoue, 1845.
- (it) Scritti e memorie (1842-1852), FrancoAngeli, 1997, 207 p. (lire en ligne)

## Sources
- (it) Cet article est partiellement ou en totalité issu de l’article de Wikipédia en italien intitulé « Enrico Tazzoli » (voir la liste des auteurs).
- (it) Cesare Cantù, Alcuni Italiani contemporanei, vol. 2, Milan, Corona e Caimi editori, 1868, 380 p. (lire en ligne), p. 157 à 255
- (it) Costantino Cipolla, Belfiore : I comitati insurrezionali del Lombardo-Veneto ed il loro processo a Mantova del 1852-1853, t. I, Milan, FrancoAngeli, 2006, 976 p. (lire en ligne)
- (it) Costantino Cipolla, Belfiore : Costituti documenti tradotti dal tedesco ed altri materiali inediti del processo ai Comitati insurrezionali del Lombardo-Veneto (1852-1853), t. II, Milan, FrancoAngeli, 2006, 865 p. (lire en ligne)
- (it) Luigi Martini, Il confortatorio di Mantova negli anni 1851, 52, 53 e 55, vol. II, Mantoue, Tipografia Bortolo Balbiani, 1870, 2e éd., 336 p. (lire en ligne), p. 132 à 195
- (it) Gaetano Polari, Enrico Tazzioli, Turin, Unione Tipografico-Editrice, 1861, 82 p. (lire en ligne)
- (it) Gilberto Scuderi et Pasquale Di Viesti, Un uomo e i suoi libri : La biblioteca di Enrico Tazzoli congiurato e martire di Belfiore, Tre lune, 2002, 156 p. (lire en ligne)